# Lascoria indivisalis
Lascoria indivisalis är en fjärilsart som beskrevs av Augustus Radcliffe Grote 1872. Lascoria indivisalis ingår i släktet Lascoria och familjen nattflyn. Inga underarter finns listade i Catalogue of Life.